# César Matteucci
César Augusto Matteucci (San Miguel de Tucumán, Tucumán, 17 de julio de 1985) es un exfutbolista argentino que jugaba como volante.

## Trayectoria

### Atlético Tucumán
Matteucci debutó en Atlético Tucumán en el año 2004. Jugó con la camiseta del decano hasta el 2006.

### La Florida
En 2006 pasó a La Florida. Con el equipo tricolor jugó hasta el 2008.

### Deportivo Aguilares
En 2009 viajó al sur tucumano y se sumó a Deportivo Aguilares. En el equipo de Aguilares disputó una temporada.

### Amalia
En 2010 se unió a Amalia. En su primer año se coronó campeón de la Liga Tucumana. Matteucci fue parte de uno de los mejores momentos en la historia del club. Jugó hasta 2017, cuando se retiró del fútbol.

## Clubes
| Club                | País      |
| ------------------- | --------- |
| Atlético Tucumán    | Argentina |
| La Florida          | Argentina |
| Deportivo Aguilares | Argentina |
| Amalia              | Argentina |

## Palmarés
| Título        | Equipo | País      | Año  |
| ------------- | ------ | --------- | ---- |
| Liga Tucumana | Amalia | Argentina | 2010 |